# Alcyna
Alcyna is een geslacht van weekdieren uit de klasse van de Gastropoda (slakken).

## Soorten
- Alcyna acia Cotton, 1948
- Alcyna australis Hedley, 1907
- Alcyna exigua (Gould, 1861)
- Alcyna kingensis (Gabriel, 1956)
- Alcyna lifuensis Melvill & Standen, 1896
- Alcyna lucida (H. Adams, 1868)
- Alcyna ocellata A. Adams, 1860
- Alcyna subangulata Pease, 1861

### Synoniemen
- Alcyna kapiolaniae Pilsbry, 1917 => Alcyna ocellata A. Adams, 1860
- Alcyna kuhnsi Pilsbry, 1917 => Alcyna ocellata A. Adams, 1860
- Alcyna lineata Pease, 1869 => Alcyna subangulata Pease, 1861
- Alcyna rubra Pease, 1861 => Alcyna ocellata A. Adams, 1860
- Alcyna striata Pease, 1869 => Alcyna subangulata Pease, 1861